# Jack the Lad
Jack the Lad was een Britse muziekgroep in de niche folk.  

## Geschiedenis
Het band ontstond na een ruzie binnen Lindisfarne na de flop Dingly Dell uit 1972. Bandleider Alan Hull zette een aantal musici op straat, die weer musici om zich heen verzamelde, waarbij in eerste instantie aan de naam The Corvettes werd gedacht. De musici, alle afkomstig uit de folk, vonden dat te veel rock-'n-rollachtig klinken en gingen op zoek naar een nieuwe naam. Het werd Jack the Lad, naar aanleiding van een opmerking van Status Quo tijdens een Australische tournee met Lindisfarne. Jack the Lad betekent in Geordie "een hele leuke tijd", anderen houden het op "flitsende eigenzinnige man". De band speelde meestentijds in relatief kleine zalen en ging op stap met succesnummers als Ralph McTell, Dr. Hook & The Medicine Show tot aan Split Enz. De band speelde  traditionele folk met een basis in de volksmuziek van Northumberland, waarmee het zich onderscheidde van Lindisfarne die meer invloeden verwerkte uit de progressieve rock. Er volgden vier albums en een reeks singles, maar echt successen boekte de band niet. Dat brak hun dan ook op; het platenlabel wilde een hitsingle, die de band niet kon leveren. Jack the Lad viel uit elkaar.
Laidlaw, Cowe en Clements gingen terug naar Lindisfarne (de rond Newcastle befaamde kerstconcerten), Murray stapte in bij de Doonan Family Band en Billy Mitchell bij Maxie and Mitch. Ian 'Walter' Fairbairn speelde met een hele rij min of meer bekende musici.

## Bandleden
- Rod Clements – basgitaar, viool, gitaar, zang
- Simon Cowe – gitaar, mandoline, banjo, zang
- Ray Laidlaw – drumstel
- Billy Mitchell – gitaar, banjo, zang
- Phil Murray – basgitaar, zang
- Ian 'Walter' Fairbairn – gitaar, mandoline, viool, banjo, zang

## Discografie
Singles
- One more dance / Draught genius (Polka) (1973)
- Why can't I be satisfied / Make me happy (1973)
- Home sweet home / Big ocean liner (1975)
- Gentleman soldier / Oakey strike evictions (1975)
- My friend the drink / Rocking chair (1975)
- Eight ton crazy / Walters drop (1976)
- Trinidad / Let it be me (1976)

Albums
- It's Jack the Lad (Charisma, 1974)
- The old straight track (Charisma, 1974)
- Rough diamonds (Charisma, 1975)
- Jackpot (United Artists, 1976)
- The Plymouth 1976 bootleg
  - Samenstelling: Ian 'Walter' Fairbarn, Ray Laidlaw, Billy Mitchell, Phil Murray en gast Ray Jackson (die laatste ook ex-Lindisfarne)
  - Tracks: Rockin'chair (3:27), Eight ton cray (3:49), Trinidad (4:45), Captain Grant (3:02), Captain Pugwash (2:38), Buy broom bessums/The tender (6:13), The weary whaling grounds (8:52), Will you miss me (3:12), Hungry for love (2:38), The gentleman soldier (3:15), The ballad of Tonto Maguire (3:27), Morris miner dance (3:07), We'll Meet Again (0:56)

Dvd
- On the road again (1993)